# Sarcogyne clavus
Sarcogyne clavus är en lavart som först beskrevs av Augustin Pyrame de Candolle, och fick sitt nu gällande namn av Kremp. Sarcogyne clavus ingår i släktet Sarcogyne och familjen Acarosporaceae.  Arten är reproducerande i Sverige. Inga underarter finns listade i Catalogue of Life.

## Källor

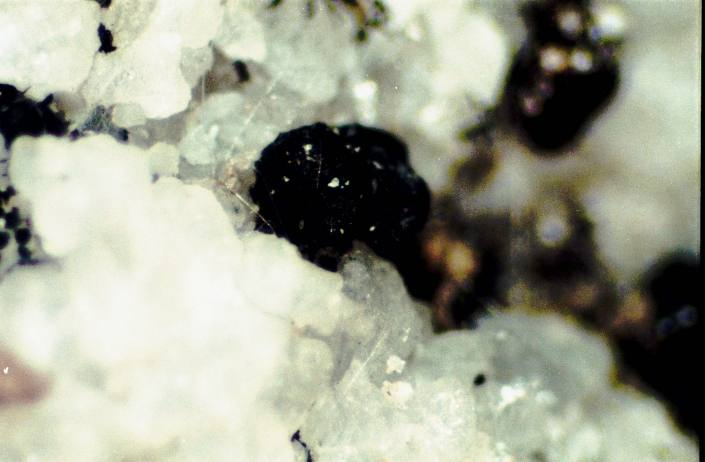
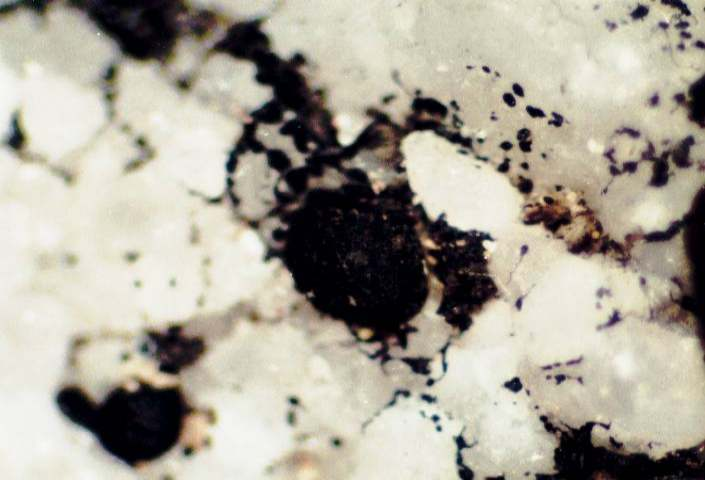
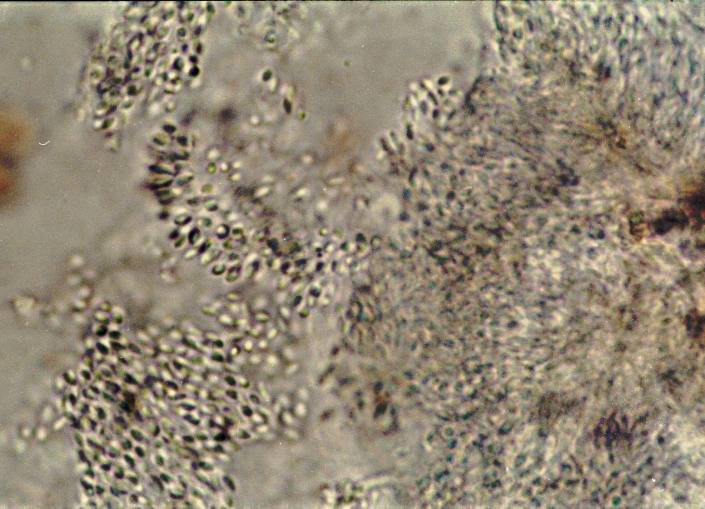
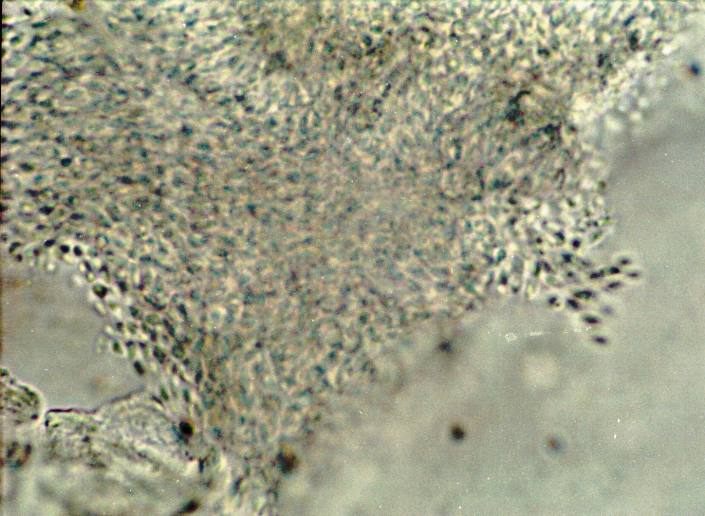
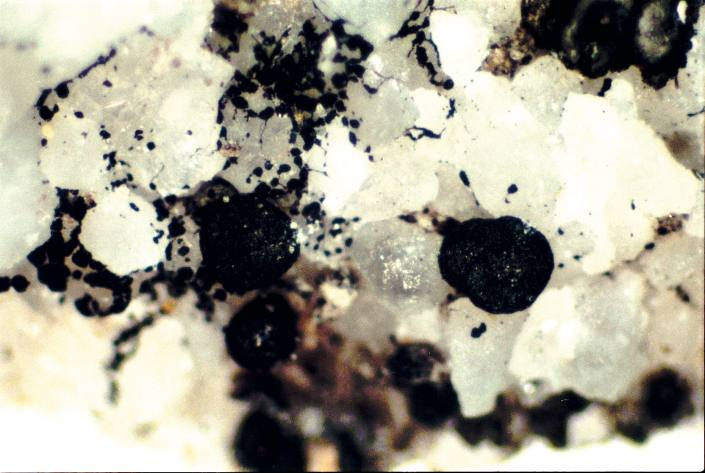